# Гудаута (станция)
Гудау́та (абх. Гәдоуҭа) — железнодорожная станция Абхазской железной дороги в городе Гудауте в Абхазии.
На станции расположено здание вокзала в стиле сталинского ампира. Его украшают величественные колонны, арки и витражи.
На станции имеют остановку 2 минуты поезд №303/304 Москва - Сухум - Москва и сезонный поезд № 479/480 Санкт-Петербург - Сухум - Санкт-Петербург. С 1 мая 2025 года на станции делает остановку электропоезд «Диоскурия».

## История
Строительство железной дороги в Гудауте было запланировано в XIX веке. В конце 1860-х годов наметили строительство магистральной железной дороги от Туапсе до Сухума, которая должна была связать закавказские губернии с центральными регионами Российской империи.
К строительству железной дороги приступили в 1903 году, однако из-за начала Русско-японской войны и общего положения внутри Российской империи пришлось отказаться от продолжения работ. К ним вернулись в 1914 году, однако в 1917-м из-за начала революции строительство вновь отложили. Железная дорога в Абхазии была построена уже в советское время.
После грузино-абхазской войны здание гудаутского вокзала не пострадало от боевых действий, однако пришло в упадок. Движение поездов в связи с боевыми действиями было прекращено и возобновилось только к концу 1993 года. С 1993 по 2002 год на станции имел остановку электропоезд Сухум — Псоу, который в декабре 2002 был продлён до Адлера. В 2006 году станция стала конечной, так как электропоезд был сокращен до Гудауты. Станция была конечной для этого электропоезда до 2008 года, пока движение пригородного поезда вовсе не было отменено. В 2009 году на период курортного сезона движение восстанавливалось. С 2008 года по станции осуществлялось только движение поездов дальнего следования.
По состоянию на 2022 год функционировала лишь незначительная часть вокзала, в том числе работают касса и комната дежурного по станции.
Летом 2023 года на станции проводились восстановительные работы. Отремонтирован фасад здания вокзала. Капитально заменена кровля, были демонтированы пришедшие в негодность и прогнившие стропилы. Отреставрированная крыша сделана из оцинкованных листов с замковой системой. Внутри здания проведена новая электропроводка и планируются ремонтные работы с заменой всех окон вокзала.
1 мая 2025 года по станции возобновилось движение электричек. Электропоезд ЭП2ДМ курсирует ежедневно 2 раза в день по маршруту Сухум - Имеретинский Курорт (Сириус). Электропоезду присвоено коммерческое название «Диоскурия». Поезд имеет номер №925/926 и 929/930, билеты на него продаются с указанием мест (так как формально это поезд дальнего следования).  Стоимость проезда по всему маршруту 356 рублей, время в пути 3 часа 35 минут. На территории Абхазии электропоезд делает 9 остановок . На станции Гудаута электропоезд делает одноминутную остановку.

## Дальнее сообщение по станции
| № поезда | Маршрут движения            | № поезда | Маршрут движения            |
| -------- | --------------------------- | -------- | --------------------------- |
| 303      | Москва — Сухум              | 304      | Сухум — Москва              |
| 479*     | Санкт-Петербург — Сухум     | 480*     | Сухум — Санкт-Петербург     |
| 925      | Имеретинский Курорт — Сухум | 926      | Сухум — Имеретинский Курорт |
| 929      | Имеретинский Курорт — Сухум | 930      | Сухум — Имеретинский Курорт |

Звёздочкой отмечены поезда, курсирующие только в летний период.